# Jelaboega
Jelaboega (Russisch: Ела́буга, Tataars: Алабуга) is een stad in de Russische autonome deelrepubliek Tatarije.
Het is een aanlegplaats in de rivier de Kama. De stad telt ruim 68.000 inwoners. Er bevindt zich een museum dat gewijd is aan de dichteres Marina Tsvetajeva. Ook is het de geboorteplaats van de kunstschilder Ivan Ivanovitsj Sjisjkin.

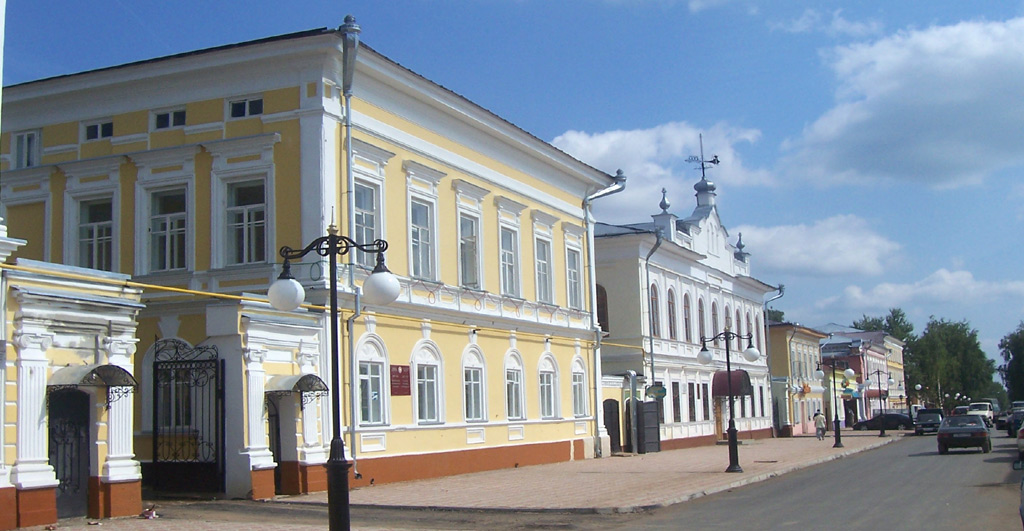
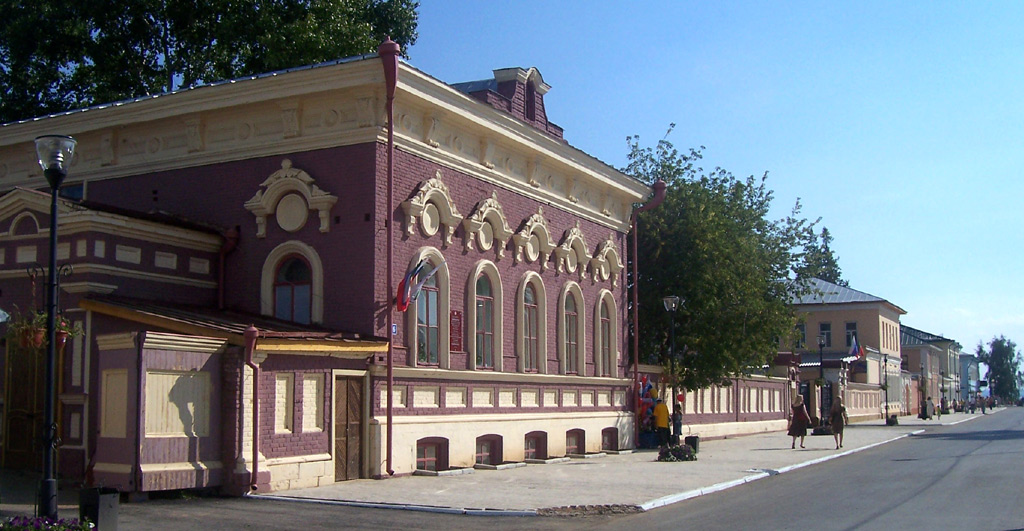
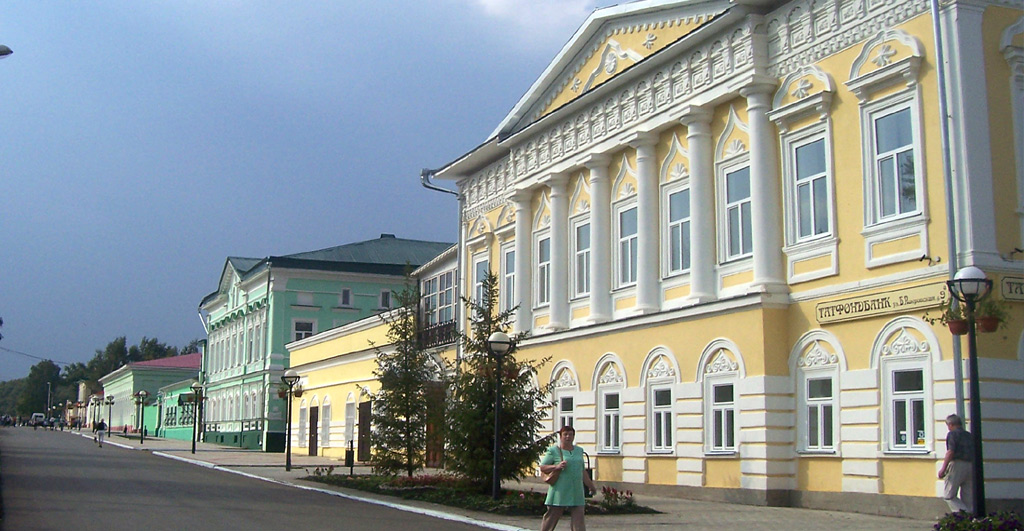
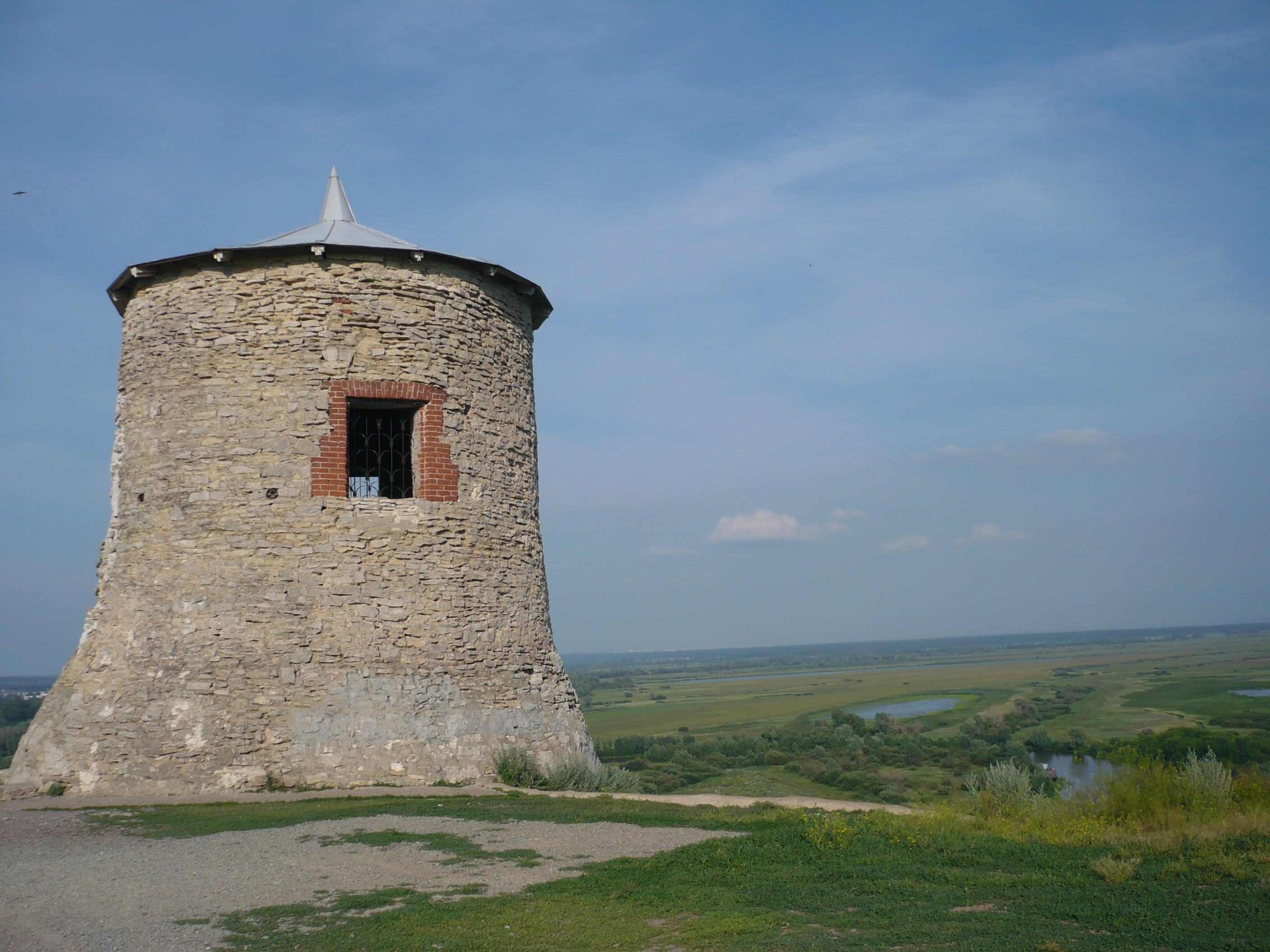

Bestuurlijk centrum: Kazan

Agryz · Almetjevsk · Aznakajevo · Bavly · Boegoelma · Boeinsk · Bolgar · Jelaboega · Laisjevo · Leninogorsk · Mamadysj · Mendelejevsk · Menzelinsk · Naberezjnye Tsjelny · Nizjnekamsk · Noerlat · Tetjoesji · Tsjistopol · Zainsk · Zelenodolsk